# Cyrtandra diplotricha
Cyrtandra diplotricha är en tvåhjärtbladig växtart som beskrevs av Brian Laurence Burtt. Cyrtandra diplotricha ingår i släktet Cyrtandra och familjen Gesneriaceae. Inga underarter finns listade i Catalogue of Life.